# Minerotrofie

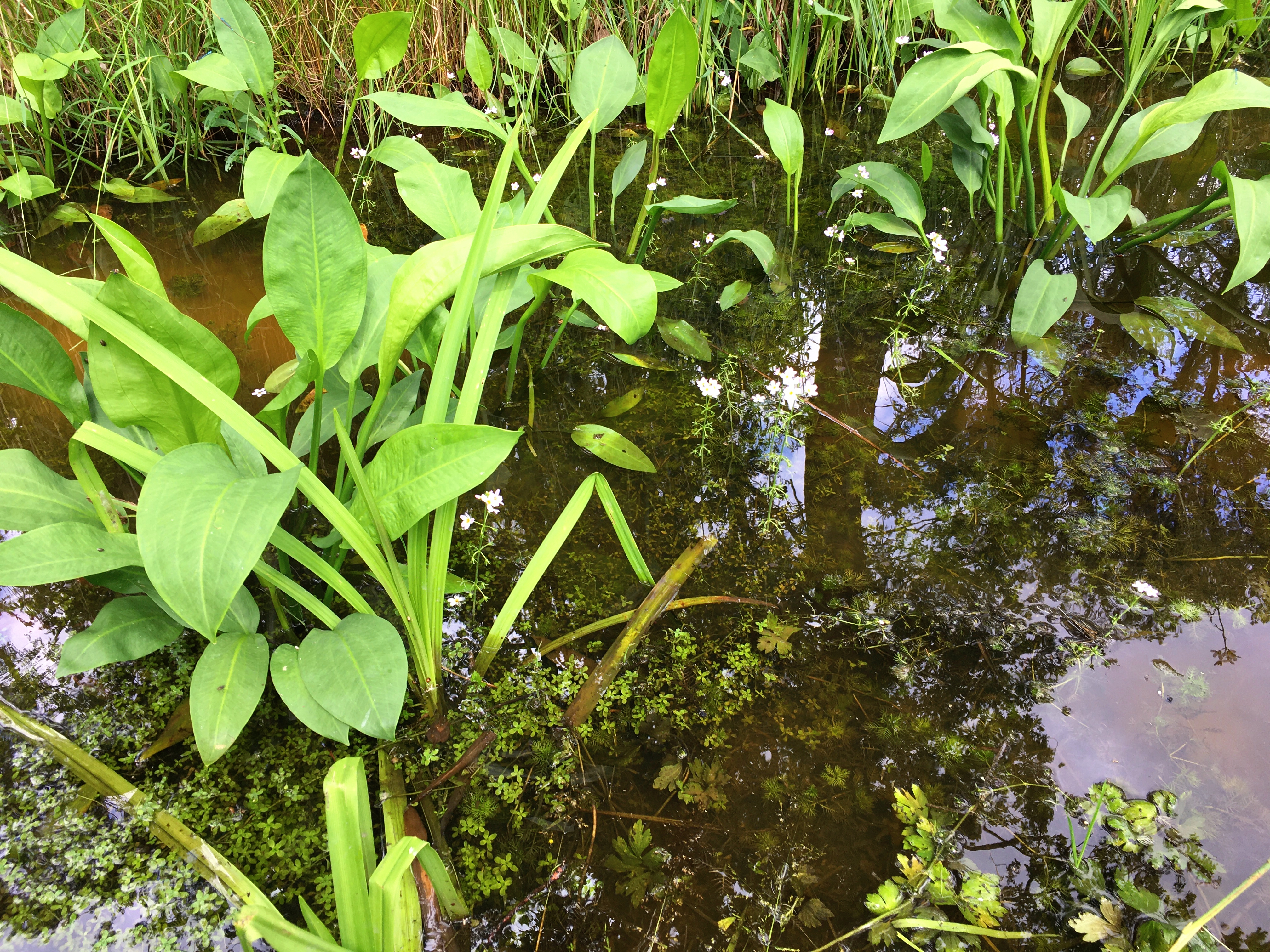
De associatie van waterviolier en sterrenkroos, een voorbeeld van een minerotrafent vegetatietype.

Minerotrofie is een begrip uit de ecologie waarmee men een toestand bedoelt waarbij een organisme, levensgemeenschap of ecosysteem voor de nutriënten afhankelijk is van mineraalrijk grondwater. Het mineralenaanbod is dus hoger dan waarbij een milieu alleen door neerslagwater wordt gevoed: ombrotrofie.
Wanneer in een milieu of standplaats sprake is van minerotrofie dan is het minerotroof. Wanneer een organisme of levensgemeenschap is aangewezen tot een minerotroof milieu (en dit dus als habitat nodig heeft) is het minerotrafent.

## Fotogalerij

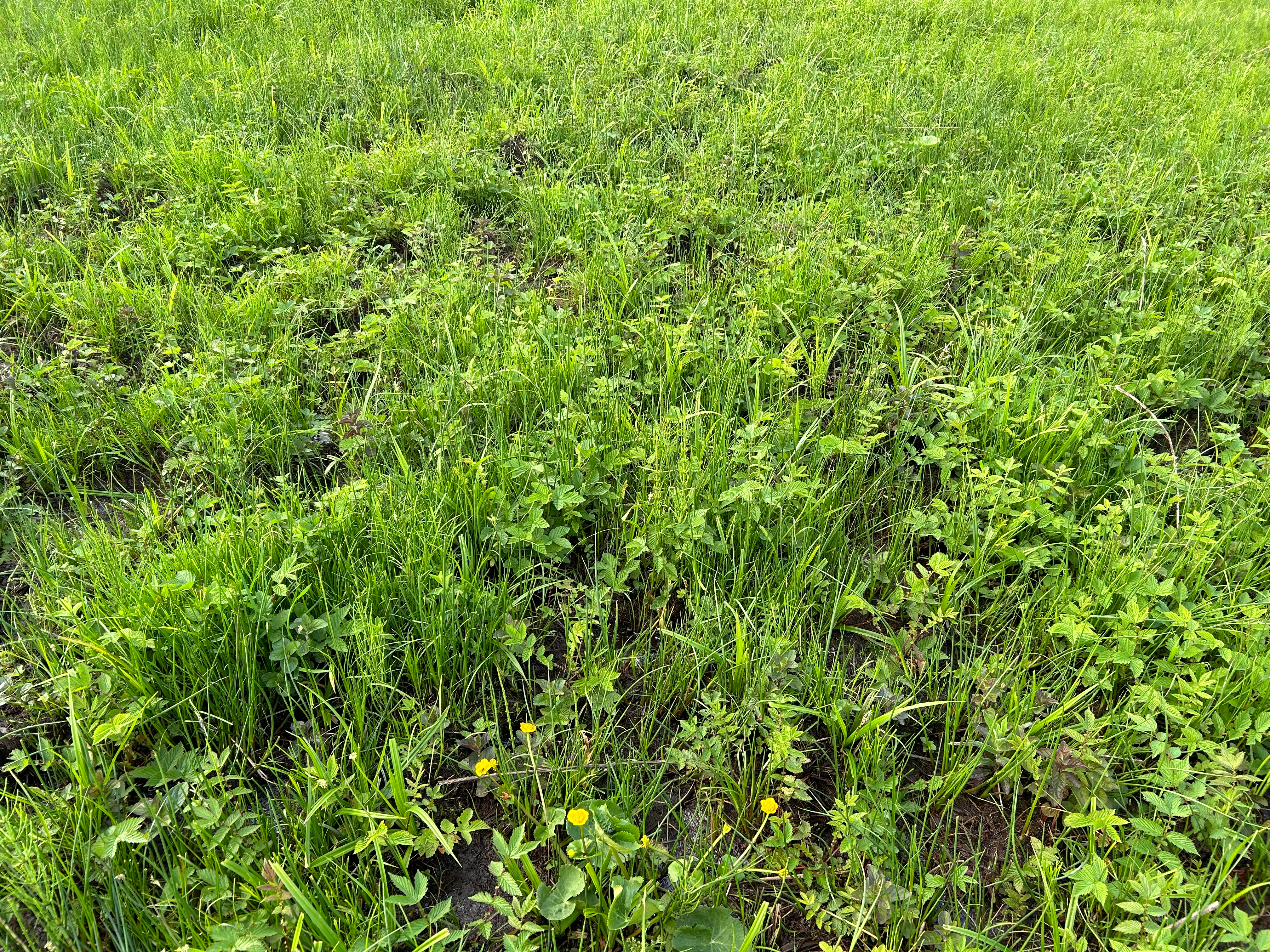
De bosbies-associatie, een minerotrafente gemeenschap
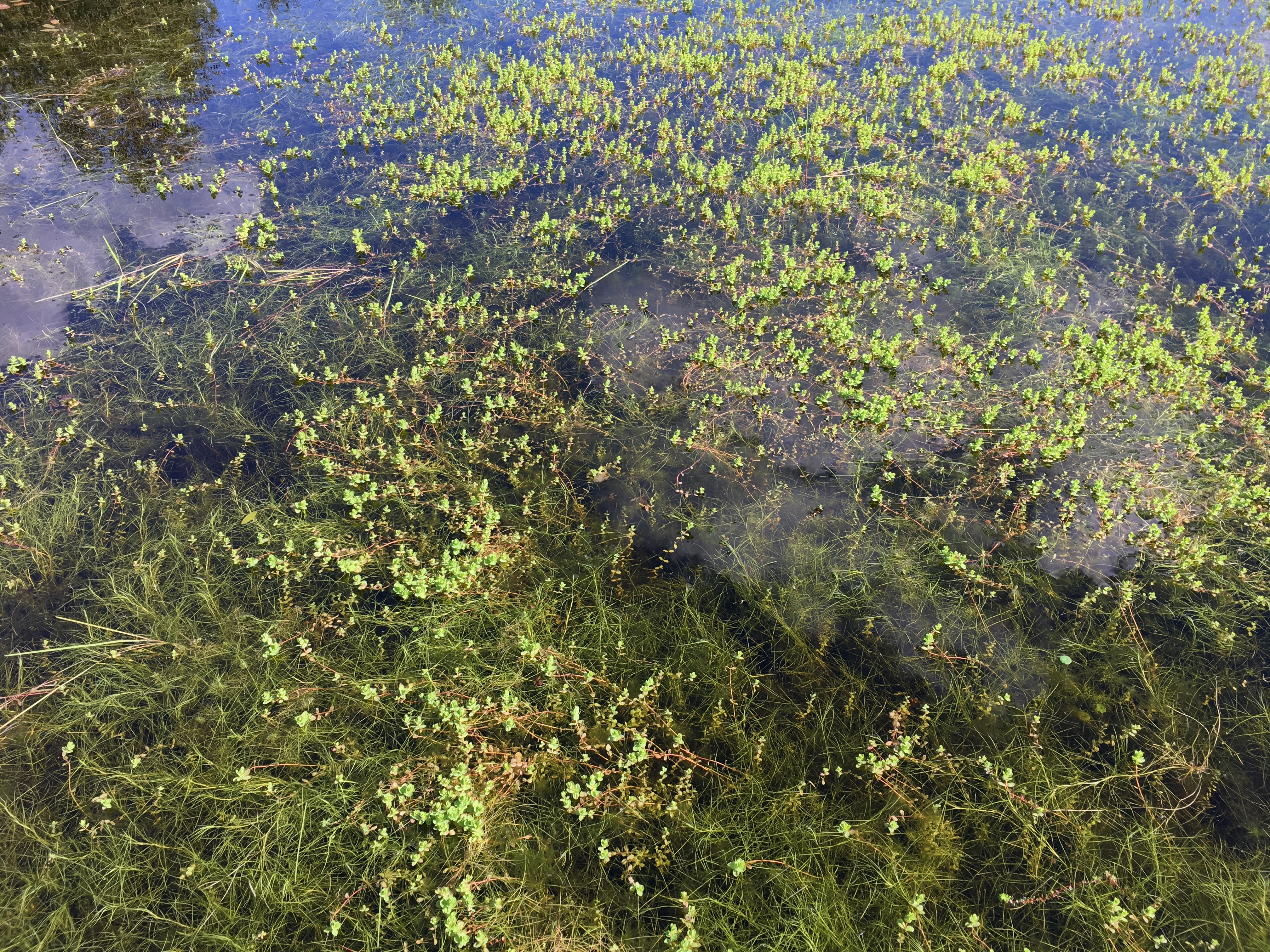
Minerotrafente venvegetatie van de associatie van vlottende bies
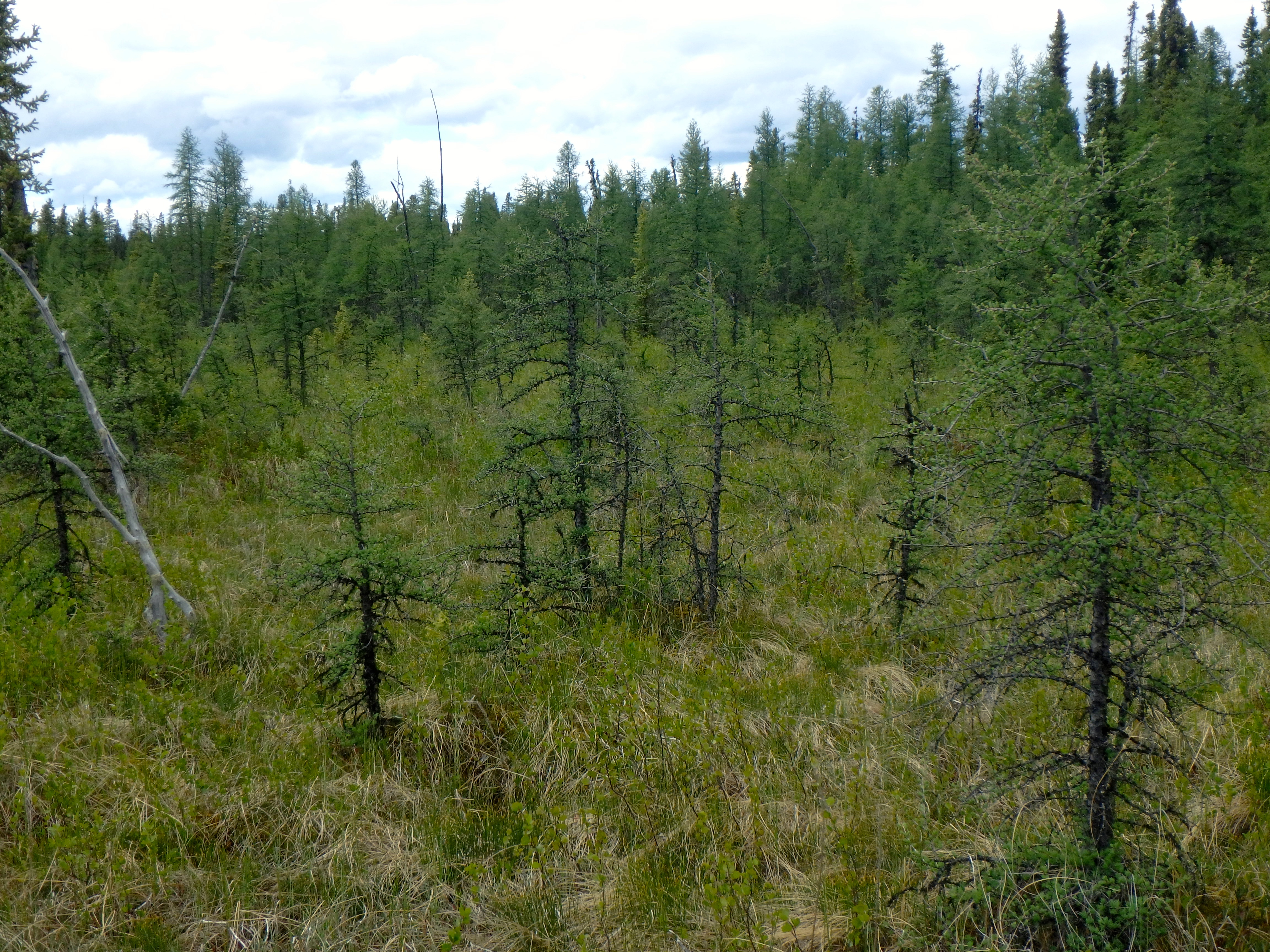
Een minerotrafent bos in Frankrijk